# Pusar
Pusar is een bestuurslaag in het regentschap Ogan Komering Ulu van de provincie Zuid-Sumatra, Indonesië. Pusar telt 3128 inwoners (volkstelling 2010).